# Mílovská lípa
Mílovská lípa je památný strom lípa malolistá (Tilia cordata) nacházející se v zaniklé vesnici Mílov, dnes v katastru obce Přimda v okrese Tachov v Plzeňském kraji.
Roste v Českém lese v CHKO Český les v nadmořské výšce 615 m při naučné stezce Přimda, poblíž silnice z Přimdy do Rozvadova. Jedná se o největší lípu Tachovska a zároveň jednu z nejmohutnějších lip Plzeňského kraje.

## Základní údaje
Obvod kmene měří 714 cm, koruna stromu dosahuje výšky 25 metrů (měření 2007).
Lípa je chráněna od 12. června 2007 jako esteticky zajímavý strom s výrazným vzrůstem.

## Stromy v okolí
- Lípa Jindřicha Kolowrata
- Muckovská alej